# Christian Hessle (zoolog)
Christian Waldemar Hessle, född den 17 mars 1890 på Hjälmared, Älvsborgs län,  död den 1 augusti 1980 i Vallentuna, var en svensk iktyolog och ämbetsman. Han var sonson till Wolter Hessle. Auktorsnamnet Hessle kan användas för Christian Hessle (zoolog) i samband med ett vetenskapligt namn inom zoologin; se Wikipedia-artiklar som länkar till auktorsnamnet.
Hessle blev filosofie doktor i Uppsala 1917, företog en forskningsresa till Söderhavsöarna 1917–1918 tillsammans med Sixten Bock, och var docent i zoologi vid Uppsala universitet 1918–1921. Han blev fiskeristipendiat 1919, fiskeriintendent 1930, extra föredragande vid lantbruksstyrelsen 1938, byrådirektör där 1941  och var byråchef vid fiskeristyrelsen 1948–1957.